# The Maneken
The Maneken – ukraiński zespół muzyczny, wykonujący muzykę rockową, założony w 2007 roku.

## Dyskografia

### Albumy studyjne
- Magic Force (2007)
- First Look (2008)
- Soulmate Sublime (2011)
- Portrait (2013)
- Sale% (2016)

### Minialbumy (EP)
- These Lines (2009)

### Albumy koncertowe
- Live At Arena Concert Plaza (2012)

### Albumy kompilacyjne
- 5. The Best (2014)